# یوتا واتانابه (بدمینتون‌باز)
یوتا واتانابه (انگلیسی: Yuta Watanabe؛ زادهٔ ۱۳ ژوئن ۱۹۹۷) بدمینتون‌باز اهل ژاپن است.